# Двуречье (Новосибирская область)
Двуречье — посёлок в Новосибирском районе Новосибирской области России. Входит в состав Барышевского сельсовета.

## География
Посёлок расположен на реке Забабурихе, левом притоке Ини, в 1 км юго-восточнее центра сельсовета — села Барышево. Другой крупный населённый пункт поблизости — посёлок городского типа наукоград Кольцово.

## История
С 1930-х годов — спецпоселение.
В советское время основными предприятиями посёлка являлись организации МПС — кирпичный завод (СМТ № 12 ОАО «РЖДСТРОЙ»), и ПМС № 20 ОАО «РЖД» (путевая машинная станция). В 1976 году Указом Президиума ВС РСФСР посёлок кирзавода переименован в Двуречье.
В 2012 году посёлок был газифицирован.

## Население
| 2002 | 2007  | 2010  |
| ---- | ----- | ----- |
| 2701 | ↗2877 | ↗2957 |

## Транспорт
Автобусное сообщение: «Двуречье — Метро „Речной Вокзал“», «Двуречье — Наукоград Кольцово».
Железнодорожная станция: «Крахаль».